# Monitoraggio del credito
Il Monitoraggio del credito o Monitoraggio della reportistica del credito è il monitoraggio della cronologia del credito per rilevare qualsiasi attività sospetta o cambiamento.
Le imprese offrono questo servizio in forma di abbonamento, garantendo un regolare accesso ad una cronologia del credito, avvisando di cambiamenti critici e con altri servizi aggiuntivi. Questa attività può aiutare a rilevare una frode correlata al credito ed al furto d'identità.